# Stanley Vejtasa
Stanley "Swede" Vejtasa (Montana, EE. UU. 27 de julio de 1914 - 23 de enero de 2013). Sus cenizas fueron esparcidas en el mar. Se alistó en la Reserva Naval de los EE. UU. el 15 de septiembre de 1937, y fue nombrado cadete de la aviación en la Marina de los EE. UU. el 20 de julio de 1938. Fue designado como aviador naval el 13 de julio de 1939, y se encargó a un alférez en la Armada de EE. UU. el 11 de agosto de 1939. Su primera misión fue con la escuadrilla de exploración cinco. Sus mayores logros son los de haber derribado 3 A6M Zero con su SBD Dauntless durante una patrulla el 8 de mayo de 1942 y en octubre de 1942 pudo derribar 7 aviones enemigos en un solo día con un F4F Wildcat. Participó en la Segunda Guerra Mundial, la guerra de Corea y en parte de la Guerra de Vietnam. Se retiró del servicio en 1970.